# Ilha Robinson Crusoe

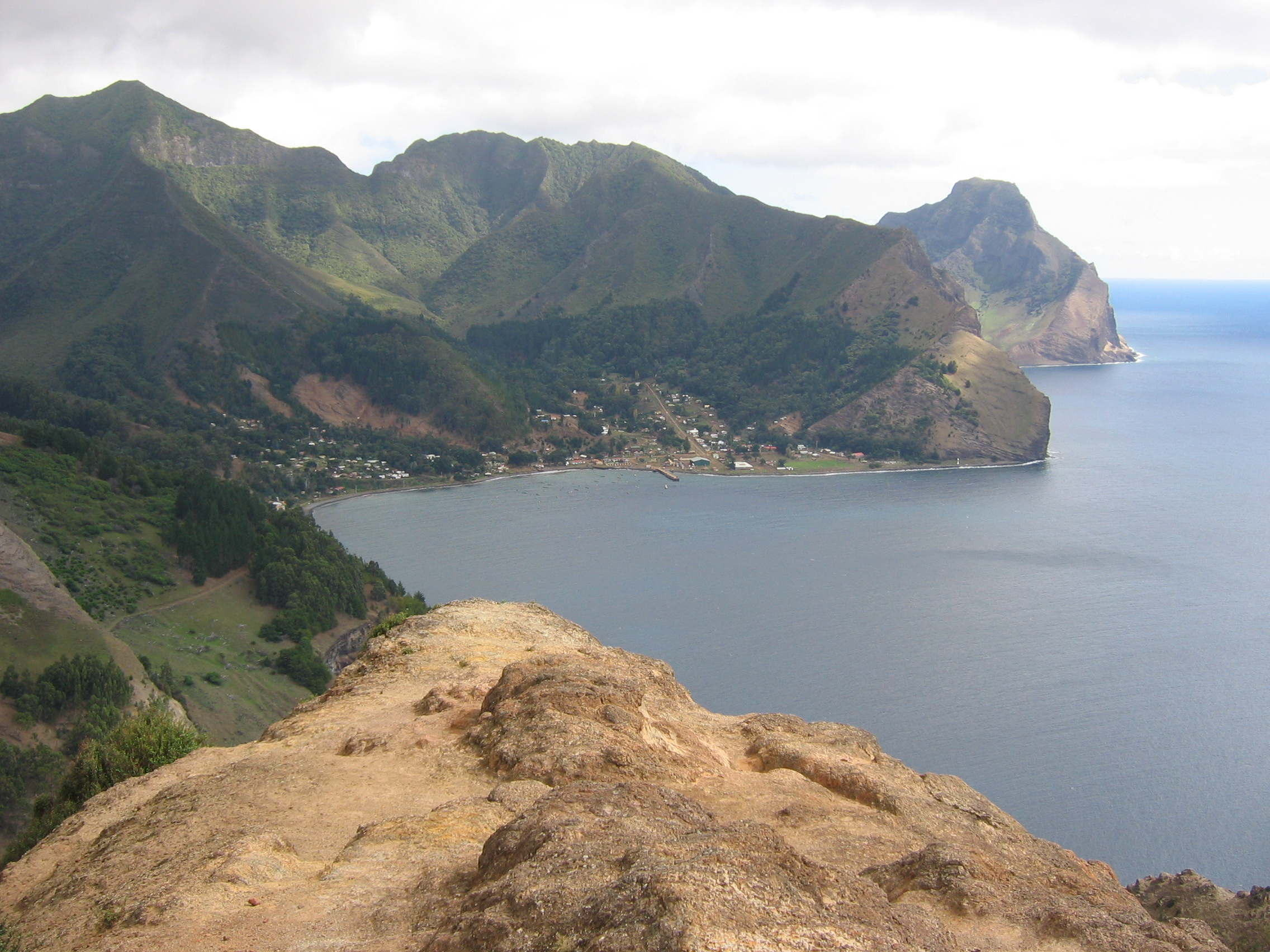
Vista da baía Cumberland, com a povoação de San Juan Bautista, na ilha Robinson Crusoe

A ilha Robinson Crusoe é a maior ilha do arquipélago Juan Fernández, com 96,4 km² de área, situado ao largo da costa chilena do Oceano Pacífico.

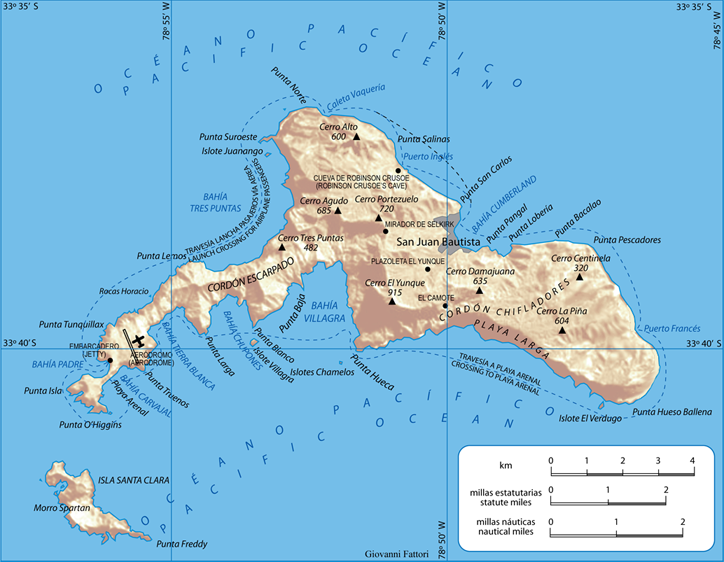
Mapa da ilha Robinson Crusoe

Também existe uma pequena ilha com o mesmo nome em Fiji.

## História
A ilha foi primeiramente nomeada Santa Cecilia pelo seu descobridor, o capitão espanhol que ali chegou, oficialmente a 22 de novembro de 1574. Numa época desconhecida, foi também conhecida pelo nome do seu descobridor e, mais recentemente, por Más a Tierra (ou “Mais Próxima de Terra”)
Foi nesta ilha que o marinheiro escocês Alexander Selkirk permaneceu solitário por mais de quatro anos. Os relatos do navegante teriam dado vida a Robinson Crusoe, famoso personagem do livro homónimo de Daniel Defoe. A ilha tornou-se famosa por causa dessa história e, em 1966, o governo chileno deu-lhe o nome deste personagem.
Depois do desastre de Rancagua, em 1814, durante as lutas pela Independência do Chile, a ilha serviu de prisão para os patriotas (Juan Egaña e outros), na chamada “Cueva de los Patriotas” (monumento histórico desde 1979, localizada em San Juan Bautista). Com iguais propósitos foi novamente usada durante o primeiro governo de Carlos Ibáñez del Campo (1927-1931).

## População e economia
A ilha Robinson Crusoe é a única do arquipélago que tem uma população permanente, de cerca de 500 a 600 habitantes (eram 630 em 2002), vivendo principalmente na vila de San Juan Bautista e seus arredores. A economia local está baseada na pesca da lagosta. A sua população está a diminuir, principalmente porque muitos jovens emigram para o continente (Chile) para obter melhores oportunidades e uma vida menos isolada.